# Trans-Atlantic Exoplanet Survey
Le Trans-Atlantic Exoplanet Survey (« relevé transatlantique d'exoplanètes »), ou TrES, est un projet de détection d'exoplanètes qui fait usage d'instruments situés dans trois observatoires : l'observatoire Lowell, l'observatoire Palomar et ceux des îles Canaries (l'observatoire du Teide, île de Tenerife, et l'observatoire du Roque de los Muchachos, île de La Palma).
Le projet a été créé par David Charbonneau du Harvard-Smithsonian Center for Astrophysics, Timothy Brown du National Center for Atmospheric Research et Edward Dunham de l'observatoire Lowell.

## Découvertes
Une rangée en vert indique que la planète orbite un système d'étoiles binaire.